# Ковтаюча акула довга
Ковтаюча акула довга (Centrophorus acus) — акула з роду Ковтаюча акула родини Ковтаючі акули. Інша назва «довга короткошипа акула».

## Опис
Загальна довжина досягає 1,61 м. Голова невелика. Морда помірно довга, вузьке та параболічне. Очі овальні, горизонтальні з мигальними перетинками. Рот відносно широкий. На верхній щелепі зуби трикутні, гострі, більші, ніж зуби на нижній щелепі. Тулуб щільний, обтічний. Грудні плавці відносно широкі, при цьому задні кінці ширші ніж основа. На спинних плавцях є короткі шипики. Анальний плавець відсутній. Передній спинний плавець на 1/4 ширший, ніж другий. Втім перший плавець нижчі за задній. Хвостовий плавець з увігнутою зубчастою задньою крайкою, нижня лопать майже не розвинена.
Забарвлення сіро-коричневе, однотонне.

## Спосіб життя
Тримається на глибинах від 200 до 1786 м, зазвичай на рівні 600—900 м на континентальному шельфі. Активна вночі. Живиться переважно головоногими молюсками, а також дрібною костистою рибою.
Статева зрілість у самців настає при розмірі 105 см, самиці — 154 см. Це яйцеживородна акула. Самиця після вагітності більше 1 року народжує до 5 акуленят розміром 45-55 см.
Інколи ловиться у риболовецькі трали, використовується щодо виготовлення рибного борошна.
Тривалість життя понад 20 років.

## Розповсюдження
Мешкає на півночі Мексиканської затоки, у берегів південної та центральної Японії, Філіппін, Тайваню, Китаю, Французької Гвіани.